# 白神帯刀
白神 帯刀（しらが たてわき、生年不詳 - 慶長14年（1609年））は、戦国時代の武将。本姓は菅原氏。備中国馬入堂山城主。父は白神果春。子は白神盛吉ほか。官位は右京進従六位下。
父、白神果春の後を継ぎ馬入堂山城主となったが、一族である上野氏の備中兵乱ともいわれた天正年中の内紛沙汰に加わることを避けて下城し、城下嵯峨野に土着した。
備中府志には「足利家ノ領主上野肥前一族白神右京ハ菅家ノ苗裔ニシテ世々武勇アリ」とある。
天正11年（1583年）、この地が豊臣（羽柴）家の支配となり、その家臣である伊東長実の知行となった際、伊東氏に従い、慶長12年（1607年）、伊東家の家老千石定盛が白神家宅に入り、領主に代わって総ての政を行うようになるまで、名代（大庄屋）として伊東氏の領地を治めた。